# 石渡ひろみ
石渡 ひろみ（いしわたり ひろみ、1983年7月29日 - ）は、東京都出身の女優、タレント。ベルカーナ所属。

## 略歴・人物
キャッチフレーズは「気ままな天使」。テレビ、映画、舞台、雑誌などで清純派アイドル女優として活躍。
趣味は新聞チェック、映画鑑賞、写真撮影、Web作成、のんびり走ること、のんびり遠泳。特技は料理、お菓子作り、水泳。

## 出演

### テレビドラマ
- Sunny-Side-UP（2005年、KBS京都）

### バラエティ
- 秘密の爆笑大問題（2001年 - 2002年、日本テレビ）レギュラー

### 映画
- 呪戒 JUKAI（2005年、ミライ）
- カタナーマン（2006年、ワイルドシング）女マラソンランナー役

### 舞台
- スパガッ!!（2004年）
- ロスト・ドリーム（2005年）

### インターネットテレビ

#### 映画
- 約束（2005年）

## ビデオ・DVD
- ロリ☆ポップ200%（2006年、リーズ・エンタテインメント）